# Elección legislativa de Francia de 1852
Las elecciones legislativas de Francia de 1852 se realizaron el 29 de febrero y 14 de marzo de 1852.

## Resultados
| Partido | Partido                            | Escaños |
| ------- | ---------------------------------- | ------- |
|         | Candidatos oficiales bonapartistas | 253     |
|         | Monarquistas                       | 7       |
|         | Republicanos                       | 3       |

- Datos: Q1979783